# Angostura (Messico)
Angostura è una municipalità dello stato di Sinaloa, nel Messico settentrionale, il cui  capoluogo è la località omonima.
Conta 47.207 abitanti (2015) e ha una estensione di 1.447,63 km².